# Ancy-Dornot
Pour les articles homonymes, voir Ancy (homonymie) et Dornot.
Ancy-Dornot est une commune nouvelle située dans le département de Moselle, en Lorraine, dans la région administrative Grand Est, créée le 1er janvier 2016.

## Géographie
|       | Ars-sur-Moselle     | Jouy-aux-Arches   |
| Gorze | Ancy-Dornot         |                   |
|       | Novéant-sur-Moselle | Corny-sur-Moselle |

### Climat
Pour des articles plus généraux, voir Climat du Grand Est et Climat de la Moselle.
En 2010, le climat de la commune est de type climat océanique dégradé des plaines du Centre et du Nord, selon une étude du Centre national de la recherche scientifique s'appuyant sur une série de données couvrant la période 1971-2000. En 2020, Météo-France publie une typologie des climats de la France métropolitaine dans laquelle la commune est exposée à un climat semi-continental et est dans la région climatique Lorraine, plateau de Langres, Morvan, caractérisée par un hiver rude (1,5 °C), des vents modérés et des brouillards fréquents en automne et hiver.
Pour la période 1971-2000, la température annuelle moyenne est de 9,6 °C, avec une amplitude thermique annuelle de 16,3 °C. Le cumul annuel moyen de précipitations est de 765 mm, avec 12,1 jours de précipitations en janvier et 9,1 jours en juillet. Pour la période 1991-2020, la température moyenne annuelle observée sur la station météorologique de Météo-France la plus proche, « Metz-Frescaty », sur la commune d'Augny à 5 km à vol d'oiseau, est de 11,1 °C et le cumul annuel moyen de précipitations est de 713,5 mm. 
La température maximale relevée sur cette station est de 39,7 °C, atteinte le 25 juillet 2019 ; la température minimale est de −23,2 °C, atteinte le 17 février 1956,,.
Les paramètres climatiques de la commune ont été estimés pour le milieu du siècle (2041-2070) selon différents scénarios d'émission de gaz à effet de serre à partir des nouvelles projections climatiques de référence DRIAS-2020. Ils sont consultables sur un site dédié publié par Météo-France en novembre 2022.

## Urbanisme

### Typologie
Au 1er janvier 2024, Ancy-Dornot est catégorisée ceinture urbaine, selon la nouvelle grille communale de densité à sept niveaux définie par l'Insee en 2022.
Elle appartient à l'unité urbaine de Metz, une agglomération intra-départementale regroupant 42  communes, dont elle est une commune de la banlieue,,. Par ailleurs la commune fait partie de l'aire d'attraction de Metz, dont elle est une commune de la couronne,. Cette aire, qui regroupe 245 communes, est catégorisée dans les aires de 200 000 à moins de 700 000 habitants,.

## Toponymie
Ce toponyme se compose des noms de deux anciennes communes qui sont joints par un trait d'union : Ancy et Dornot.

## Histoire
Créée par un arrêté préfectoral du 15 décembre 2015, elle est issue du regroupement des deux communes d'Ancy-sur-Moselle et Dornot, devenues des communes déléguées. Son chef-lieu est fixé à Ancy-sur-Moselle.

## Politique et administration
| Période        | Période  | Identité       | Étiquette  | Qualité |
| -------------- | -------- | -------------- | ---------- | --- |
| 9 janvier 2016 | En cours | Gilles Soulier | PS puis SE | Président de la communauté de communes du Val de Moselle (2014-2017) puis de la Communauté de communes Mad et Moselle (depuis 2017) |

Jusqu'aux prochaines élections municipales de 2020, le conseil municipal de la nouvelle commune est constitué de l'ensemble des conseillers municipaux des anciennes communes. Gilles Soulier a été élu maire de la nouvelle commune le 9/01/2016.
| Nom                      | Code Insee | Intercommunalité     | Superficie (km2) | Population (dernière pop. légale) | Densité (hab./km2) |
| ------------------------ | ---------- | -------------------- | ---------------- | --------------------------------- | ------------------ |
| Ancy-sur-Moselle (siège) | 57021      | CC du Val de Moselle | 9,12             | 1 408 (2013)                      | 154                |
| Dornot                   | 57184      | CC du Val de Moselle | 1,13             | 189 (2013)                        | 167                |

## Démographie
L'évolution du nombre d'habitants est connue à travers les recensements de la population effectués dans la commune depuis sa création.

En 2022, la commune comptait 1 474 habitants, en évolution de −6,77 % par rapport à 2016 (Moselle : +0,52 %, France hors Mayotte : +2,11 %).
| 2014  | 2019  | 2022  |
| ----- | ----- | ----- |
| 1 595 | 1 518 | 1 474 |

## Lieux et monuments
- Berges de la Moselle.
- Église Notre-Dame de l'Assomption d'Ancy-sur-Moselle.
- Église Saint-Clément de Dornot.